# Jerry O'Connell
Jeremiah O'Connell (Nueva York; 17 de febrero de 1974), más conocido como Jerry O'Connell, es un actor, director y guionista de cine y televisión estadounidense. Es más conocido por sus intervenciones en las series de televisión Sliders (1995-1999) o Crossing Jordan (2002-2007) y en las películas Stand by Me (1986), Tomcats (2001), Kangaroo Jack (2003), Man About Town (2006) o Piranha 3D (2010).

## Biografía
Jerry O'Connell nació en Nueva York (Estados Unidos) el 17 de febrero de 1974. Es hijo de Linda (de soltera Witkowski), una profesora de arte, y Michael O'Connell, un director de una agencia de publicidad de arte. Su abuelo materno, Charles S. Witkowski, era el alcalde de Jersey City, Nueva Jersey. O'Connell es de ascendencia irlandesa por parte de su padre y de ascendencia polaca por su madre. Se crio en Manhattan con un hermano menor, Charlie O'Connell, también actor. Comenzó su carrera como actor a una edad temprana. Siendo un niño, hizo un anuncio comercial para las galletas Duncan Hines. Poco después, a la edad de once años, consiguió su primer papel en una película en Stand by Me (1986). 
Asistió a la Universidad de Nueva York entre 1991 y 1994, especializándose en cine. Mientras estuvo allí, estudió escritura para cine y compitió en el equipo de esgrima de la Universidad de Nueva York, cumpliendo una temporada como capitán del equipo de sable. Sin embargo, dejó la universidad, faltándole varios exámenes para graduarse, en 1999.

## Carrera
Jerry O'Connell protagonizó la comedia de ciencia ficción My Secret Identity (1988-1991) como el héroe adolescente que desarrolla rasgos sobrehumanos. También actuó en Calendar Girl (1993) junto a Jason Priestley y Gabriel Olds. Más tarde llegaría la comedia de breve duración de la cadena ABC Camp Wilder (1992), con Jay Mohr y Hilary Swank. En su primer año, O'Connell asistió a la audición para el piloto de TV Sliders. Le fue ofrecido el papel de Quinn Mallory en la serie, que duró tres temporadas en Fox y dos temporadas en Sci-Fi Channel. También participó en ellas como productor en su cuarta y última temporada, y como guionista y director de varios episodios de la producción.
O'Connell ha ascendido al estrellato en películas como Jerry Maguire (1996) protagonizada por Tom Cruise, Body Shots (1999), en la superproducción Misión a Marte (2000) junto con Don Cheadle y Tim Robbins. La cinta no funcionó como se esperaba en taquilla. Más tarde llegaría la comedia Tomcats (2001) y Canguro Jack, que se convirtió en el éxito de la temporada en Estados Unidos. Por otro lado también ha escrito numerosos guiones como el de First Daughter (2005), dirigida por Forest Whitaker y protagonizada por Katie Holmes y Michael Keaton, en la que también desempeñó las tareas de productor. Volvió a la televisión como el detective Woody Hoyt en el drama de la NBC Crossing Jordan (2002-2007), participó en episodios de series como Ugly Betty (2007), Las Vegas (2004-2006) o Samantha ¿qué? (2008), protagonizada por Christina Applegate y emitida por la cadena de televisión ABC.
En el otoño de 2008 O'Connell actuó en Do Not Disturb (2008) de Fox, coprotagonizada por Niecy Nash, pero la cadena canceló el programa después de emitir tan solo tres episodios. Luego, apareció en la película Obsessed (2009), protagonizada por Beyoncé y que fue vapuleada por la mayoría de la crítica especializada. Posteriormente participó en la adaptación de Piraña (1978) titulado Piranha 3D (2010), dirigida por Alexandre Aja y protagonizada por Elisabeth Shue, Richard Dreyfuss, Ving Rhames y Christopher Lloyd. La cinta recibió en su mayoría excelentes comentarios.

## Vida privada
El 14 de julio de 2007 se casó con la actriz y exmodelo Rebecca Romijn, cerca de Los Ángeles en Calabasas (California). Después de semanas de haberse declarado oficialmente que la pareja estaba tratando de que la modelo quedase embarazada, un publicista confirmó que Romijn estaba embarazada de gemelas. Al hablar de tener hijos, O'Connell declaró:

"Estoy emocionado de tener niñas. Yo sé de tipos que dicen: "Quiero un niño, yo quiero jugar al béisbol", pero creo que voy a ser bueno cuidando de las niñas ... no puedo esperar. Ellas van a ser duras pollitas. Solo irán a tener relaciones sexuales cuando yo esté muerto. Si no quieren comprometerse con chicos y sólo quieren estar enamoradas de su padre, eso es lo que realmente espero. ¡Al convento!".
Jerry O'Connell.

 O'Connell y Romijn recibieron a sus gemelas, Dolly Rebecca Rose y Charlie Tamara Tulip, el 28 de diciembre de 2008. Además el actor se matriculó en la Escuela de Derecho Southwesternen el otoño de 2009.

## Filmografía
Televisión.
Serie: Mi identidad secreta 1988-1991

### Cine
| Año  | Título                                       | Rol                         | Notas |
| ---- | -------------------------------------------- | --------------------------- | ----- |
| 1986 | Cuenta conmigo                               | Vernon "Vern" Tessio        |       |
| 1988 | Police Academy 5: Assignment Miami Beach     | Niño en la playa            |       |
| 1993 | Calendar Girl                                | Scott Foreman               |       |
| 1995 | Ranger, the Cook and the Hole in the Sky     |                             |       |
| 1996 | Joe's Apartment                              | Joe                         |       |
| 1996 | Jerry Maguire                                | Frank "Cush" Cushman        |       |
| 1997 | Scream 2                                     | Derek Feldman               |       |
| 1998 | Ya no puedo esperar                          | Trip McNeely                |       |
| 1999 | The Beast of Today                           | Fabian                      |       |
| 1999 | Body Shots                                   | Michael Penorisi            |       |
| 2000 | Clayton                                      |                             |       |
| 2000 | Misión a Marte                               | Phil Ohlmyer                |       |
| 2001 | Tomcats                                      | Michael Delaney             |       |
| 2002 | The New Guy                                  | Highland Party Twin         |       |
| 2002 | Buying the Cow                               | David Collins               |       |
| 2003 | Canguro Jack                                 | Charlie Carbone             |       |
| 2004 | Fat Slags                                    | Sean Cooley                 |       |
| 2005 | Yours, Mine and Ours                         | Max Algrant                 |       |
| 2006 | The Alibi                                    | Hombre de negocios          |       |
| 2006 | Man About Town                               | David Lilly                 |       |
| 2006 | Room 6                                       | Lucas Dylan                 |       |
| 2008 | The Parody Video Tom Cruise Wants You to See | Tom Cruise                  |       |
| 2009 | Un bebé a bordo                              | Curtis                      |       |
| 2009 | Obsessed                                     | Ben Sander                  |       |
| 2010 | Piranha 3D                                   | Derrick Jones               |       |
| 2010 | Superman/Shazam!: The Return of Black Adam   | Capitán Marvel              |       |
| 2013 | Scary Movie 5                                | Christian Grey              |       |
| 2014 | Veronica Mars                                | Sheriff Dan Lamb            |       |
| 2014 | Space Station 76                             | Steve                       |       |
| 2014 | The Lookalike                                | Joe Mulligan                |       |
| 2015 | Justice League: Throne of Atlantis           | Clark Kent/Superman (voz)   |       |
| 2016 | Justice League vs. Teen Titans               | Clark Kent / Superman (voz) |       |
| 2016 | Buscando a Dory                              | Ralph (voz)                 |       |
| 2017 | Band Aid                                     |                             |       |
| 2017 | Liga de la Justicia Oscura                   | Clark Kent / Superman (voz) |       |
| 2018 | The Death of Superman                        | Clark Kent / Superman (voz) |       |
| 2020 | The F**k-it List                             | Jeffrey Blackmore           |       |
| 2022 | Play Dead                                    | The Coroner                 |       |

### Televisión
| Año          | Título                                      | Rol                     | Notas                                                          |
| ------------ | ------------------------------------------- | ----------------------- | -------------------------------------------------------------- |
| 1986         | The Kingdom Chums: Little David's Adventure | Osborne                 |                                                                |
| 1987         | The Room Upstairs                           | Carl                    | Película para TV                                               |
| 1988         | The Equalizer                               | Bobby                   | Episodio: "The Child Broker"                                   |
| 1988         | Ollie Hopnoodle's Haven of Bliss            | Ralph Parker            |                                                                |
| 1988–91      | My Secret Identity                          | Andrew Clements         |                                                                |
| 1989         | Charles in Charge                           | David Landon            | Episodio: "The Organization Man"                               |
| 1990         | TGIF                                        | Brody                   |                                                                |
| 1992         | Camp Wilder                                 | Brody Wilder            |                                                                |
| 1995         | The Ranger, the Cook and a Hole in the Sky  | Mac                     | Película para TV                                               |
| 1995         | Blue River                                  | Lawrence Sellars        |                                                                |
| 1995–99      | Sliders                                     | Quinn Mallory           |                                                                |
| 1999         | The '60s                                    | Brian Herlihy           | Película para TV                                               |
| 2001         | Night Visions                               | Andy                    | Episodio: "Rest Stop"                                          |
| 2002         | Going to California (serie de TV)           | Pete Rossock            | Episodio: "Searching For Eddie Van Halen"                      |
| 2002         | Rome Fire                                   | Ryan Wheeler            | Película para TV                                               |
| 2002–07      | Crossing Jordan                             | Detective Woody Hoyt    |                                                                |
| 2003, 2008   | MADtv                                       | Ted Levin, John Edwards |                                                                |
| 2004         | Sin rastro                                  | Joe Gibson              | Episodio: "Hawks and Handsaws"                                 |
| 2004         | The Screaming Cocktail Hour                 | Cantante                |                                                                |
| 2004–06      | Las Vegas                                   | Detective Woody Hoyt    | 5 episodios                                                    |
| 2005         | Liga de la Justicia                         | Captain Marvel          | Episodio: "Clash"                                              |
| 2007         | On the Lot                                  | Jerry 'The Move'        | Episodio "6 Cut to 5 & 5 Directors Compete"                    |
| 2007         | Ugly Betty                                  | Joel                    | Episodio: "Derailed"                                           |
| 2007         | The Batman                                  | Nightwing               | 2 episodios: "The Metal Face of Comedy", "Artifacts"           |
| 2007–08      | Carpoolers                                  | Laird                   |                                                                |
| 2008         | Samantha ¿qué?                              | Craig                   | Episodio: "The Gallery Show"                                   |
| 2008         | Do Not Disturb                              | Neal                    | 6 episodios                                                    |
| 2009         | Midnight Bayou                              | Declan Fitzpatrick      |                                                                |
| 2009         | Eastwick                                    | Colin Friesen           | Dos episodios: "Red, Bath and Beyond", "Pampered and Tempered" |
| 2010–11      | Los Defensores                              | Pete Kaczmarek          |                                                                |
| 2011         | G.I. Joe: Renegades                         | Barbecue                | Episodio: "Fire Fight"                                         |
| 2012         | Mockingbird Lane                            | Herman Munster          |                                                                |
| 2013         | Jake and the Never Land Pirates             | Pip the Pirate Genie    | Episodio: "Pirate-Genie-In-A-Bottle"                           |
| 2013         | Satisfaction                                | David                   | Episodio: "Penis Face Cat Funeral"                             |
| 2013         | We Are Men                                  | Stuart Strickland       |                                                                |
| 2014         | Drunk History                               | Thomas Jefferson        | Episodio: "Philadelphia"                                       |
| 2014         | The League                                  | Padre Muldoon           | Episodio: "The Heavenly Fouler"                                |
| 2015         | The Librarians                              | Lancelot                | Episodio: "And the Loom of Fate"                               |
| 2015         | Marry Me                                    | Daniel                  | Episodio: "Friend Me"                                          |
| 2016         | The Mysteries of Laura                      | Jon Dunham              | 2 episodios                                                    |
| 2016         | Billions                                    | Steven Birch            | 2 episodios                                                    |
| 2016         | Young & Hungry                              | Nick Diamond            | Episodio: "Young & Parents"                                    |
| 2016         | Mistresses                                  | Robert                  | (Temporada 4, 4 episodios)                                     |
| 2015–16      | Fresh Beat Band of Spies                    | Arizona Jones           | Episode: "Mummy Mayhem"                                        |
| 2016         | Scream Queens                               | Dr. Mike                | 2 episodios                                                    |
| 2017         | El puente de los enamorados                 | Jack Burrow             | Película para TV                                               |
| 2017         | Justice League Dark                         | Superman                |                                                                |
| 2018         | The Big Bang Theory                         | Georgie Cooper          | 3 episodios                                                    |
| 2019–present | Jerry O'                                    |                         | Anfitrión                                                      |
| 2019         | Where's Waldo                               | Jerry                   | Voice; Episodio: "Hit or Miss In Greece"                       |
| 2020         | Star Trek: Lower Decks                      | Commander Jack Ransom   | Voz                                                            |